# Baldwin-Nunatak
Der Baldwin-Nunatak ist ein Nunatak im ostantarktischen Mac-Robertson-Land. In den Prince Charles Mountains ragt er 10,5 km südsüdwestlich des Mount Starlight auf.
Kartiert wurde er anhand von Vermessungen und Luftaufnahmen der Australian National Antarctic Research Expeditions (1955–1965). Das Antarctic Names Committee of Australia (ANCA) benannte ihn nach John W. Baldwin, Wetterbeobachter auf der Mawson-Station im Jahr 1965.